# とげ (小説)
『とげ』は、山本甲士による小説。2005年3月に小学館より単行本が刊行された。
2008年4月4日には小学館文庫版が発刊された。
2016年に東海テレビでテレビドラマ化制作されフジテレビ系で放送された。

## テレビドラマ
『とげ 小市民 倉永晴之の逆襲』（とげ しょうしみん くらながはるゆきのぎゃくしゅう）のタイトルで、2016年10月8日から11月26日まで東海テレビ制作・フジテレビ系「オトナの土ドラ」枠で毎週土曜日23時40分 - 翌0時35分に放送された。主演の田辺誠一はフジテレビ系の連続ドラマでは初主演となる。

### キャスト
倉永 晴之
演 - 田辺誠一
市民生活部市民相談室主査（係長）。後に土地開発公社への出向を経て市役所をクビになるが、最終的にわにのくに市議会議員に当選した。
倉永 裕美
演 - 西田尚美
晴之の妻。市民生活部文化会館勤務。
倉永 真也
演 - 五十嵐陽向
晴之と裕美の息子。小学3年生。
白銀 佳代
演 - 木の実ナナ
“赤目”の通称を持つ常連クレーマー。
鳥塚 陽一
演 - 山口良一
市民相談室室長。
加納 民夫
演 - 日野陽仁
市民相談室主幹（課長）。
船津 真紀
演 - 原扶貴子
市民相談室職員。
原山 武史
演 - 内田滋
市民相談室職員。
橘 絵里加
演 - 瀧内公美
市民相談室職員。
柿園 まみ
演 - 遊井亮子
真也のクラスメートの母。
三池 徹
演 - 大河内浩
総務部長。
長田 孝治
演 - 西村和彦
環境部環境課長。後に常盤の秘書に。
樋口 信吾
演 - 三浦浩一
企画部長。
八嶋 健次郎
演 - 清水伸
ちとせ中央新報社会部記者。
岬 俊介
演 - まいど豊
中央警察署の刑事。
常磐 栄太
演 - 鹿賀丈史
わにのくに市長。市長辞職後に県議会議員に当選。

#### ゲスト
第1話
住吉 弘志
演 - 村杉蝉之介（第6話、第7話）
土地開発公社課長。
小浜 繭子
演 - 恒吉梨絵（第6話、第7話、第8話）
土地開発公社臨時職員。
第2話
岩本 昭一
演 - 鶴田忍（第3話）
裕美との小競り合いによりケガを負った人物。
第3話
澤部 亮
演 - 小林博
諏訪 正子
演 - ふせえり
第6話
村山久志
演 - 板倉チヒロ（第7話）
土地開発公社職員。
橋口 正彦
演 - 中野剛（第8話）
わにのくに新市長。
吉野 和樹
演 - 枝光利雄
市長選挙立候補者。
松岡 多恵
演 - 石川ひとみ
リポーター。
岩本 美香
演 - 飯塚ひより
岩本の娘。
第7話
野添 修司
演 - 梨本謙次郎（第8話）
倉永の大学時代の先輩。
第8話
中友 茂洋
演 - サンプラザ中野くん
落書き事件の犯人。
亀谷
演 - 柳憂怜
弁当屋。
イザベラ
演 - シモネ
弁当屋。

### スタッフ
- 原作 - 山本甲士『とげ』（小学館文庫刊）
- 脚本 - 三國月々子、大林利江子、小川眞住枝
- 主題歌 - BEGIN「網にも掛からん別れ話」（テイチクエンタテインメント）
- 監督 - 本橋圭太、岡嶋純一
- プロデューサー - 西本淳一（東海テレビ）、岩﨑文（ユニオン映画）
- 制作著作 - ユニオン映画
- 制作 - 東海テレビ

### 放送日程
| 各話   | 放送日   | サブタイトル                                            | 脚本       | 監督     |
| ------ | -------- | ------------------------------------------------------- | ---------- | -------- |
| 第1話  | 10月08日 | 倉永晴之、毎日 毎日とげだらけ                           | 三國月々子 | 本橋圭太 |
| 第2話  | 10月15日 | 職場に家庭にトラブル巻き込まれ過ぎ…流石に参った         | 三國月々子 | 本橋圭太 |
| 第3話  | 10月22日 | ストレスもはや限界!? 晴之ついにキレる！                 | 大林利江子 | 本橋圭太 |
| 第4話  | 10月30日 | 市長の暴行と上司の圧力、妻の家出まで…俺は絶対負けない！ | 三國月々子 | 岡嶋純一 |
| 第5話  | 11月05日 | 和解か？さらなる対立か？晴之VS市長再び                  | 小川眞住枝 | 岡嶋純一 |
| 第6話  | 11月12日 | 常磐市長出馬断念！運命の市長選の行方は？                | 大林利江子 | 本橋圭太 |
| 第7話  | 11月19日 | 談合疑惑に収賄まで…不正に立ち向かえ！                   | 三國月々子 | 本橋圭太 |
| 最終話 | 11月26日 | 勝算なき選挙戦…晴之は奇跡を起こせるか？                 | 三國月々子 | 本橋圭太 |

- 第4話は、前夜（29日）の『土曜プレミアム』放送のため20分繰り下げ、0時 - 0時55分に放送された（日曜放送）。